# Josef Nachtigall
Josef Nachtigall (* 1. September 1904 in Düsseldorf; † 11. September 1964) war ein deutscher Fußballspieler.

## Karriere
Nachtigall gehörte Fortuna Düsseldorf an, für die er von 1934 bis 1937 in der Gauliga Niederrhein, in einer von zunächst 16, später auf 23 aufgestockten Gauligen zur Zeit des Nationalsozialismus als einheitlich höchste Spielklasse im Deutschen Reich, Punktspiele bestritt.
Während seiner Vereinszugehörigkeit gewann er zweimal die Gaumeisterschaft. In der Endrunde um die Deutsche Meisterschaft nahm er allerdings nur in der Saison 1935/36 teil, bestritt die letzten vier der sechs Spiele der Gruppe D, das am 7. Juni 1936 in Dresden mit 3:1 gegen Vorwärts-Rasensport Gleiwitz gewonnene Halbfinale und das am 21. Juni 1936 im Berliner Poststadion mit 1:2 gegen den 1. FC Nürnberg verlorene Finale, das erst mit dem von Karl Gußner in der 120. Minute erzielten Siegtor unmittelbar vor Beendigung der Verlängerung zugunsten der Nürnberger entschieden wurde. In seinen sechs Endrundenspielen erzielte er – außer im letzten Gruppenspiel – mit jeweils einem Tor insgesamt fünf Tore.
Am Wettbewerb um den Tschammerpokal, den seit 1935 eingeführten Pokalwettbewerb für Vereinsmannschaften, nahm er mit Fortuna Düsseldorf ebenfalls teil. Sein Debüt gab er am 22. September 1935 in Hamburg beim 4:1-Sieg über den Hamburger SV in der 2. Runde, wobei er mit dem Treffer zum 3:1 in der 79. Minute für die Vorentscheidung sorgte. Das Aus in diesem Wettbewerb ereilte ihn und seine Mannschaft im Achtelfinale, das am 27. Oktober 1935 auf dem heimischen Fortuna-Platz mit 0:3 gegen den SV Waldhof Mannheim verloren wurde. In der Folgesaison erfolgte das Ausscheiden am 16. August 1936 mit der 1:2-Niederlage gegen die Spielvereinigung 08 Klafeld-Geisweid bereits in der 1. Runde, obwohl er seine Mannschaft mit dem Tor zum 1:0 in der 42. Minute in Führung gebracht hatte.

## Erfolge
- Zweiter der Deutschen Meisterschaft 1936
- Gaumeister Niederrhein 1936, 1937